# Lulińce (rejon chmielnicki)
Lulińce (ukr. Люлинці) – wieś na Ukrainie w miejskiej hromadzie kalinowskiej rejonu chmielnickiego, obwodu winnickiego.
Do 2020 roku należała do rejonu kalinowskiego.
W 1884 roku wieś należała do rodziny Jakubowskich, do majątku należały też Kutyszcze Wielkie i Popówka. We wsi znajdowała się cerkiew parafialna pw. św. Mikołaja.

## Pałac
Dwukondygnacyjny pałac, wybudowany w 1860, w stylu neogotyku przez Karola Starża Jakubowskiego. Główny budynek posiadał balkon na wysokości piętra. Za nim okna, zwieńczone ostrym łukiem, po prawej stronie skrzydło, zakończone dwupiętrową okrągłą wieżą. Wewnątrz znajdowała się biblioteka z 24.000 książek i archiwum. Rozebrany prawdopodobnie w 1945.